# Craula
Craula is een plaats in de Duitse gemeente Hörselberg-Hainich in  Thüringen. De gemeente maakt deel uit van het Wartburgkreis.  Craula wordt voor het eerst genoemd in een oorkonde uit 1280. Het dorp werd in 1999 samengevoegd met Behringen en maakt sinds 2007 deel uit van Hörselberg-Hainich.